# Anne-Claire Coudray
Pour les articles homonymes, voir Coudray.
Anne-Claire Coudray est une journaliste et animatrice de télévision française, née le 1er février 1977 à Rennes (Ille-et-Vilaine).

## Biographie

### Jeunesse et éducation
Anne-Claire Coudray est née le 1er février 1977 à Rennes (Ille-et-Vilaine), : son père, Jean Coudray, est psychologue à Lorient ; sa mère est professeure de français et d'anglais au collège, avant d'ouvrir des chambres d'hôtes. Anne-Claire Coudray a deux sœurs.
Elle passe une partie de son enfance à Locmariaquer (Morbihan), commune natale de ses grands-parents maternels. Ces derniers sont bouchers-charcutiers, puis gérants d'une supérette, tandis que du côté paternel, ses grands-parents exercent les professions de garagiste et de modiste à Fougères (Ille-et-Vilaine).
Elle suit un enseignement catholique au collège-lycée Saint-François-Xavier à Vannes puis intègre les classes préparatoires du lycée Guist'hau à Nantes (Loire-Atlantique) pour deux ans en hypokhâgne et khâgne. Elle suit ensuite un double cursus de licence de lettres et de maîtrise d'histoire à l'université Rennes-II, tout en travaillant comme journaliste pour Radio Campus Rennes.

### Carrière

#### Années 2000: ses débuts
Diplômée de l'École supérieure de journalisme de Lille en 2000, Anne-Claire Coudray travaille ensuite brièvement pour l'agence de presse Internep à Lille, sur des reportages en France et à l'étranger pour TF1 et Arte Info. Elle réalise également quelques magazines pour France 3.
En mai 2000, elle entre au service « news » de TF1. Elle travaille d'abord au bureau de Lille avant de revenir à Paris en 2004. Elle couvre notamment les Jeux olympiques de Pékin en 2008, la visite du pape Benoît XVI en France en septembre 2008, l'élection présidentielle américaine de 2008 ou encore le défilé militaire du 14 juillet 2009,.

#### Depuis 2009: TF1 et LCI
À partir de juin 2009, Anne-Claire Coudray présente le magazine de société TMC Reportages sur TMC, une chaîne du groupe TF1. Pendant l'été 2009, elle devient présentatrice remplaçante des journaux télévisés sur LCI, chaîne d'information en continu du groupe TF1.
En 2010, la journaliste remplace Bénédicte Le Chatelier (en congé maternité) à la présentation des éditions du soir et de LCI Soir aux côtés de Damien Givelet de 22 h à 0 h.
En décembre 2010, elle couvre pour TF1 et LCI l'élection présidentielle en Côte d'Ivoire et ses suites opposant Laurent Gbagbo et Alassane Ouattara,.
En mai 2011, elle couvre l'affaire Dominique Strauss-Kahn et en juillet 2011, le mariage du prince Albert de Monaco. En juillet 2012, elle devient la remplaçante (« joker ») de Claire Chazal à la présentation des journaux de 13 heures et de 20 heures du week-end et du magazine Reportages. À l'automne 2012, elle est envoyée spéciale de TF1 aux États-Unis, pour couvrir l'élection présidentielle américaine de 2012. En février 2013, elle est envoyée au Mali pour couvrir les évènements militaires de l'opération Serval, à Gao.
Anne-Claire Coudray participe à la présentation du défilé du 14 Juillet depuis 2013 avec Gilles Bouleau et Jean-Claude Narcy (2013–2016), Louis Bodin et Denis Brogniart (2014–2016).
À partir de 2014, elle présente chaque année un documentaire consacré au #WERestos, avec des invités sur un plateau de télévision, juste après le concert des Enfoirés sur TF1.
À l'été 2015, pendant son congé maternité, elle est remplacée par la journaliste de LCI Audrey Crespo-Mara, à la présentation des journaux télévisés de 13 heures et 20 heures et des magazines Grands Reportages et  Reportages, tous les week-ends.
Elle remplace définitivement Claire Chazal à partir du 18 septembre 2015 pour la présentation des journaux du week-end (du vendredi soir au dimanche soir). Le même jour, TF1 annonce qu'Audrey Crespo-Mara sera son « joker » officiel.
Lors des attentats du 13 novembre 2015 en France, elle prend en charge les éditions spéciales de TF1 : le samedi 14 novembre 2015 avec Gilles Bouleau jusqu'aux environs de 21 h 55. Puis en solo à l'édition du 13 heures le lendemain, pendant environ une heure.
À compter de décembre 2015, elle anime, également avec Gilles Bouleau, les soirées électorales de TF1 (élections régionales en 2015,, élection présidentielle en 2017).
Elle est la présidente du jury des Assises du journalisme en mars 2017.
Le 20 mars 2017, elle anime sur TF1, avec Gilles Bouleau, un débat opposant les cinq candidats à l'élection présidentielle les plus hauts dans les sondages : François Fillon, Benoît Hamon, Marine Le Pen, Emmanuel Macron et Jean-Luc Mélenchon. Du 10 au 20 avril 2017, elle présente avec Gilles Bouleau l'émission Demain Président qui reçoit chaque jour à 20 h 20 sur TF1 un candidat à l'élection présidentielle durant vingt minutes. Durant l'entre-deux-tours, elle présente avec Gilles Bouleau l'émission Élysée 2017, qui reçoit Marine Le Pen le 25 avril puis Emmanuel Macron le 27 avril, diffusée en prime-time sur TF1.
Le 15 octobre 2017, elle interviewe pour la première fois, avec Gilles Bouleau et David Pujadas (LCI), le président Emmanuel Macron dans l'émission Le Grand Entretien : Emmanuel Macron diffusée sur TF1 et LCI.
Le 15 juillet 2018, à l'occasion de la victoire de l'équipe de France au Mondial 2018 de football, elle anime, avec Denis Brogniart, Le Mag de la Coupe du Monde (en direct après le match) sur TF1.
En 2020, elle se prête au jeu d'actrice dans le téléfilm de Muriel Robin intitulé I Love You coiffure.
Le 25 juin 2024, elle anime aux côtés de Gilles Bouleau le débat en vue du premier tour des élections législatives anticipées, recevant les chefs des trois principaux partis.

### Vie privée
Anne-Claire Coudray est en couple avec l'entrepreneur français Nicolas Vix (fondateur de Weeplay) : ils ont une fille prénommée Amalya née en juillet 2015.
En mai 2023, elle a été nommée marraine de la Patrouille de France, devenant la deuxième femme à avoir ce titre : elle rejoint ainsi des personnalités comme Alain Delon, Michel Drucker, ou le rugbyman Thierry Dusautoir.

## Émissions de télévision

### Carrière dans le groupe TF1
- 2009-2010 : TMC Reportages, présentatrice (TMC)
- Été 2010 : JT, présentatrice remplaçante (LCI)
- 2010 : LCI Soir, présentatrice remplaçante avec Damien Givelet (LCI)
- 2010-2015 : grande reportrice à l'étranger (TF1/LCI)
- 2012-2015 : Journal du week-end, présentatrice « joker » (TF1)
- 2012-2015 : Reportages et Grands Reportages, présentatrice « joker » (TF1)
- Depuis 2013 : défilé du 14 Juillet, présentatrice avec Gilles Bouleau (et Jean-Pierre Pernaut en 2018) (TF1/LCI)
- Depuis 2014 : documentaires sur Les Restos du Cœur, présentatrice (TF1)
  - 2014 : Les Restos du Cœur : c'est pas bientôt fini ?, avec Harry Roselmack
  - 2015 : Restos du Cœur : Sur la route des Restos, avec Harry Roselmack
  - 2016 : Au Cœur des Restos : 30 ans déjà
  - 2017 : Restos du Cœur, la chance d'une vie meilleure
  - 2018 : Les Restos en Alsace : le cœur en action
  - 2019 : Restos et Enfoirés : 30 ans d'amour
  - 2020 : Restos du Cœur : tous au rendez-vous
  - 2021 : Les Restos du Cœur : À côté de nous
  - 2022 : Il y aura toujours un rendez-vous avec les Restos du Cœur
- Depuis 2015 : Journal du week-end, présentatrice attitrée (TF1)
- Depuis 2015 : Reportages et Grands Reportages, présentatrice attitrée (TF1)
- Depuis 2015 : éditions spéciales et opérations spéciales, présentatrice (TF1)
- Depuis 2015 : soirées électorales, présentatrice avec Gilles Bouleau (TF1)
- 2017 : élection présidentielle, présentatrice avec Gilles Bouleau
  - Présidentielle : le grand débat (TF1/LCI)
  - Demain Président (TF1)
  - Élysée 2017 (TF1/LCI)
- 15 octobre 2017 : Le Grand Entretien : Emmanuel Macron, présentatrice avec Gilles Bouleau et David Pujadas (TF1/LCI)
- 2018-2020 : Le 20h le Mag, présentatrice chaque vendredi (TF1)
- 2018 : Coupe du Monde de football 2018, présentatrice (TF1)
  - Tous en Bleu, émission spéciale
  - Le Mag de la Coupe du Monde, avec Denis Brogniart
- 2020-2021 : Édition spéciale Covid-19 à 19 h 45, présentatrice chaque vendredi (TF1)
- 14 mars 2022 : La France face à la guerre, présentatrice avec Gilles Bouleau (TF1)
- 2022 : élection présidentielle, présentatrice (TF1)
  - Partie de Campagne
  - 10 minutes pour convaincre, avec Gilles Bouleau
  - Votre France de demain, avec Gilles Bouleau
- 2022 : Tous en bleu, avant la finale de la Coupe du monde de football 2022, présentatrice (TF1)
- 2025 : Paris en fête ! sur TF1 avec Bruce Toussaint

#### Rémunération
En tant que journaliste et présentatrice de journaux sur TF1, Anne-Claire Coudray a perçu en 2019 un salaire compris entre 30 000 et 45 000 euros par mois.

## Filmographie
- 2020 : I Love You coiffure (téléfilm) de Muriel Robin : elle-même
- 2023 : Ninja Turtles: Teenage Years : la journaliste (voix française)[30]
- 2024 : Mercato (série télévisée) de David Hourrègue : elle-même

- 2025 : Doux Jésus : elle-même

## Distinctions
- 2017 : prix Roland-Dorgelès.